# Горнє Цьєпидлаке
45°40′ пн. ш. 17°25′ сх. д. / 45.67° пн. ш. 17.42° сх. д.
Горнє Цьєпидлаке (хорв. Gornje Cjepidlake) — населений пункт у Хорватії, у Б'єловарсько-Білогорській жупанії у складі громади Джуловаць.

## Населення
Населення за даними перепису 2011 року становило 46 осіб.
Динаміка чисельності населення поселення: